# Козарника
Пећина Козарника налази се на десет километара од Белоградчика у северозападној Бугарској. Представља један од најзначајнијих праисторијских објеката у Бугарској и Европи.
Дугачка је око 200 метара.

## Историјат
Пећина је била насељена током средњег палеолита. Нижи слојеви датирају још из доба од пре 1,4 милиона година.
У пећини је пронађен зуб представника рода Хомо, вероватно Хомо еректуса. Уколико истраживање покаже тачност навода, ово место представљаће најстарији запис људског присуства у Европи.
Током 20. века пећина је сматрана сценом људске активности у периоду каменог доба. Регистрована је још током 192. година у белешкама познатог бугарског археолога и истраживача Рафаила Попова. Мањак новчаних средстава за вршење детаљнијих проучавања и ископавања, разлог су недостатка озбиљнијих научних отркића.

## Археологија
Археолошка истраживања ове пећине почињу крајем деведесетих година 20. века. Од 1998. године непрекидно је истражује бугарско-француска експедиција. Тим сачињен је сачињен од двадесет бугарских и француских археолога.
У пећини су пронађени најранији трагови присуства човека у Европи који показују да је насељавање европског континента почело још од Балканског полуострва.
Од 1996. године, у пећини се спроводе активна археолошка истраживања у организацији Археолошког института Бугарске академије наука у Софији и Института за геологију и праисторију квартара у Бордоу, која предводе Николај Сираков и Жан-Лик Гуадели. 
Открили су касно-палеолитску културу из периода од 37. до 34. века пре нове ере која показује сличности са културама које су преовладавале у западној Европи неколико векова касније.
За разлику од других пећина у западној Европи, пећински цртежи нису пронађени. Пећински цртежи сматрају се симболичним начином изражавања мисли и догађаја.

## Проналасци
У пећини су пронађена бројна керамичка оруђа и мноштво костију дивљих животиња: дивљег коња, носорога и мамута. Претпоставка је да их је првобитни човек ловио како би се прехранио.
Пронађене су и кости смилодона, пећинског медведа, архаичних врста хијена, пантера, које је понекад у самоодбрани убијао.
Издубљени и изрезбарени парчићи костију указују да су се први становници пећине изражавали путем скулптуре. Животињске кости, на којима су пронађене издубљене паралелне линије, служиле су за бројање. Методом рецки, први људи су одбројавали дане.
Пре ових проналазака о некима од ових животиња нема података да су икада насељавале бугарско тло, као и територију целе Југоисточне Европе.
Пронађени су остаци 43 врста птица: јаребице, љештарке, снежне сове и галеба.